# Bradysia angustoocularis
Bradysia angustoocularis är en tvåvingeart som beskrevs av Werner Mohrig och Nina Krivosheina 1989. Bradysia angustoocularis ingår i släktet Bradysia och familjen sorgmyggor.
Artens utbredningsområde är Finland. Inga underarter finns listade i Catalogue of Life.